# Le temps s'envole
Pour plus de détails, voir Fiche technique et Distribution.
Le temps s'envole (hangeul : 길위의 날들 ; RR : Gilwiui naldeul ; litt. « Des jours sur la route ») est un téléfilm sud-coréen réalisé par Kim Hong-jong, diffusé le 12 mai 1996 sur KBS. Il s'agit de l'adaptation des quatre romans, dont 구부러진 길 저쪽 d'Oh Jung-hee, 사평역 d'Im Cheol-woo, 철이아버지 de Kim Dong-gon et 아들 de Yoon Jeong-mo.
Il remporte le grand prix Italia à Ravenne, en 1997.

## Synopsis
Pour on-ne-sait quelle raison Sun-woo a été emprisonné, mais bénéficiant d'une permission de trois jours pour aller voir sa famille, il sort de prison. Seul, sur la route, il commence son long voyage qui doit l'amener jusqu'à son village natal où vivent son fils et sa mère. Au cours de son périple, il redécouvre son pays où, sur le chemin, de nombreux obstacles le retardent. Néanmoins, sans se plaindre, avec ténacité, décidé à revoir les siens, il fait tout son possible pour les rejoindre, au besoin en courant dans les immenses étendues qui le séparent de sa maison. Finalement, il retrouve sa mère qui a vieilli, son garçon de dix ans qui ne le connaît pas et avec lequel il n'arrive pas à communiquer malgré l'affection qu'il voudrait lui témoigner. Son village a, lui aussi, bien changé : beaucoup de ses amis et connaissances ont disparu entre-temps.
Et la journée passe ; sa mère, accaparée par les tâches matérielles, qui le considère toujours comme un enfant, prend soin de ce qu'il mange et, lui, respectueusement, laisse faire, sans se confier, sans perdre son apparence bonasse. Il accepte aussi la défiance que lui manifeste son enfant et lorsqu'au petit matin il se lève pour repartir, il prend soin de ne pas interrompre le sommeil de son fils. Le temps s'est envolé et il doit courir pour arriver à l'heure. L'enfant qui s'aperçoit que son père est reparti, se réveille et court à perdre haleine pour le rejoindre mais, trop tard ! Peut être, dans cinq ans, quand son père aura purgé sa peine, il pourra lui dire qu'il aime son papa.

## Fiche technique
- Titre original : 길위의 날들
- Titre français : Le temps s'envole
- Titre anglophone : Days on the Street
- Réalisation : Kim Hong-jong[1],[4]
- Scénario : Kim Ok-young[1],[4], d'après les quatre œuvres d'Oh Jung-hee, d'Im Cheol-woo, de Kim Dong-gon et de Yoon Jeong-mo[2]
- Production : Kim Hong-jong
- Société de production : n/a
- Société de distribution : Korean Broadcasting System
- Pays de production :  Corée du Sud
- Langue originale : coréen
- Format : couleur – 1,85:1
- Genre : drame, road movie
- Durée : 85 minutes
- Dates de première diffusion :
  - Corée du Sud : 12 mai 1996 sur KBS[1]
  - France : 22 février 1999 sur Arte et La Cinquième[5],[6]

## Distribution
- Kim Young-gi : Sun-woo
- Jeong Ae-ran : la mère de Sun-woo
- Shim Seong-bo : le fils de Sun-woo
- Seo Gap-sook : la mère de Cheol
- Nam Young-jin : Cheon-soo
- Jang Mi-ja
- Jang Jeong-hee : Chang-hee
- Hyeonjeong Kwon : la mère célibataire
- Jeong Ho-geun : l'inspecteur

## Accueil

### Diffusions
L'émission de télévision « Nouveau musée de la littérature télévisée » (신 TV문학관) fait son retour neuf ans après son interruption, anciennement intitulée « Dramas non fictionnel » (논픽션 드라마), et — initialement prévu pour une diffusion en fin mars de la même année — diffuse ce téléfilm, le 12 mai 1996, sur KBS, à 21 h 45, au profit de l'année de la littérature, ce qui change de théâtres et de dramas littéraires en Corée du Sud.
En France, il est simultanément diffusé le 22 février 1999 sur les chaînes Arte et La Cinquième, à 23 h 15,.

### Critiques
Lee Dae-hyun de Hankook Ilbo (한국일보) souligne que ce téléfilm « est un road movie qui interroge le sens de l'existence humaine avec des images à la fois réalistes et poétiques et un esprit d'autorité. L'odeur de la littérature qui s'était perdue à la télévision pendant neuf ans est revenue dans nos esprits, saturant nos cœurs. ».
Yann Kerloc'h de Libération le décrit : « Le rythme, posé, laisse le temps aux personnages d'exister; le son est très présent, la caméra en retrait : style typique du cinéma asiatique. ».

## Récompenses
- Prix Italia 1997 : grand prix[3],[8]
- Baeksang Arts Award : meilleur réalisateur de télévision[Quand ?]

### Vidéo
- (ko) [vidéo] KBS 같이삽시다, « 길위의 날들 / 극본 김옥영 ㅣ 김영기 정애란 서갑숙 남영진 장미자 (신TV문학관) [추억의 영상 KBS 1997.7.6 방송] », sur YouTube, 24 janvier 2021.